# پارباتیپور
پارباتیپور (به لاتین: Parbatipur) یک منطقهٔ مسکونی در بنگلادش است که در ناحیه دیناج‌پور واقع شده‌است. پارباتیپور ۳۹۵٫۱ کیلومتر مربع مساحت و ۲۷۰٬۹۰۴ نفر جمعیت دارد.